# Lumbální punkce

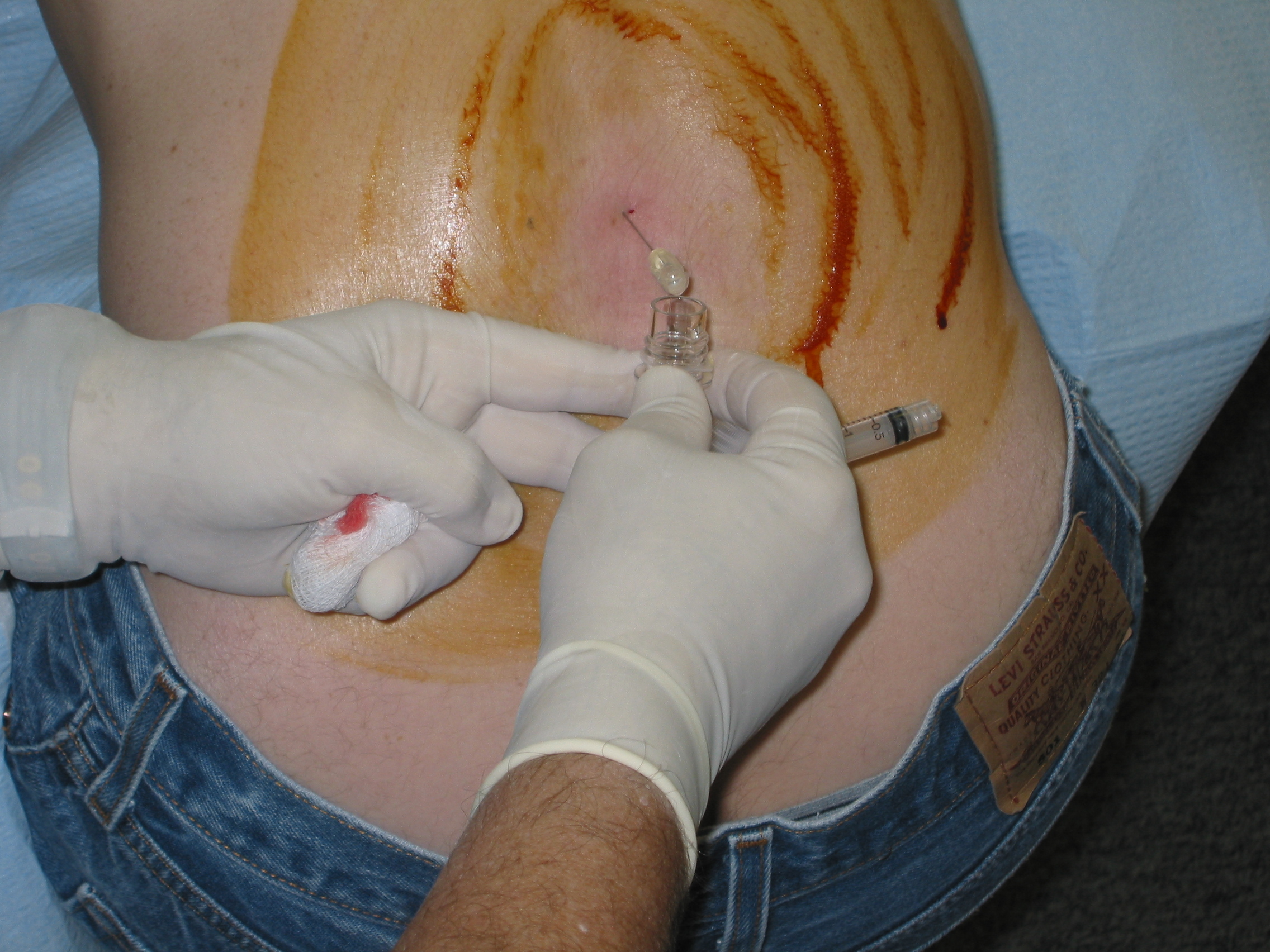
Lumbální punkce

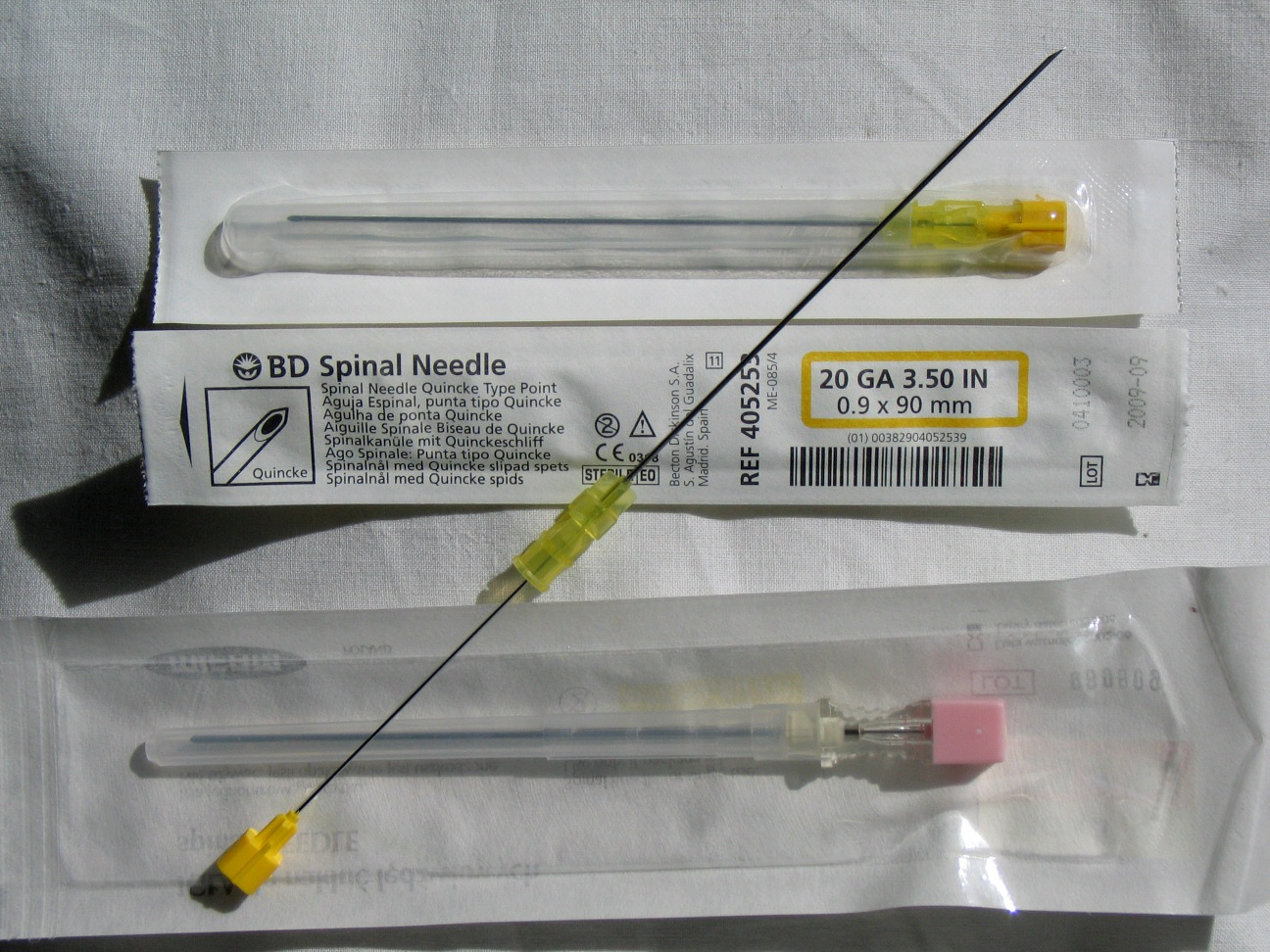
Spinální jehly používané při lumbální punkci

Lumbální punkce je lékařské vyšetření, při kterém dojde punkcí k odběru malého množství mozkomíšního moku (likvoru) z páteřního kanálu v oblasti bederní páteře. Samotné vyšetření může mít diagnostický nebo léčebný účel. Diagnostický účel má tehdy, když je odebraná mozkomíšní tekutina následně poslána k analýze (biochemické, mikrobiologické či cytologické) kvůli potvrzení nebo případnému vyloučení infekce, krvácení či onemocnění mozku nebo míchy. Léčebný účel má v případě, že je lumbální punkce provedena kvůli snížení zvýšeného nitrolebečního tlaku.

## Průběh
Samotné vyšetření trvá zhruba 5 až 10 minut. Pacient při něm leží na boku s pokrčenýma nohama, které má přitažené k bradě (v tzv. „klubíčku“). Je možné provést lumbální punkci i v sedě. Lékař oblast punkce ošetří desinfekcí a následně provede lokální anestezii. Poté provede speciální dlouhou dutou injekční jehlou (spinální či punkční jehla) vpich mezi obratle do páteřního kanálu a z jehly vytáhne tenké kovové vlákno (mandrén), čímž může dojít k odkapání požadovaného množství mozkomíšního moku (punktátu) do připravené zkumavky. Jehlou je případně rovněž možné aplikovat léky. Po vytažení jehly se provede desinfekce místa vpichu a jeho následné zalepení. Při použití tzv. atraumatické namísto klasické jehly se uvádí výrazné snížení výskytu postpunkčního syndromu. Po zákroku by měl pacient zůstat v klidu vleže na břiše (přibližně 30 až 60 minut) a poté dalších několik hodin na lůžku (4–5 až 8 hodin). Po zákroku může dojít k tzv. postpunkčnímu syndromu, tj. zpravidla několik dní trvajícím komplikacím, zejména úporné bolesti hlavy.